# Družina Higeja
Družina Higeja je družina asteroidov , ki se nahajajo v zunanjem delu glavnega asteroidnega pasu. Asteroidi te družine so temne barve, večina jih je  tipa C in B.

## Značilnosti
Največji asteroid te družine je 10 Higeja, ki je dal družini tudi ime. Ima 400 km v premeru in je tudi četrti največji asteroid v asteroidnem pasu. Ostali asteroidi iz družine so precej manjši. Higeja vsebuje od 94 do 98 % vse mase družine. Naslednja dva po velikosti sta 333 Badenija in 538 Friderika, ki imata samo nekaj več kot 70 km v premeru. Ostali člani družine imajo manj kot 30 km premera.

Asteroidi v tej družini imajo naslednje lastne elemente tirnice
- velika polos (ap) je med 3,08 in 3,22 a.e.
- izsrednost (ep) je med 0,109 in 0,163
- naklon tirnice (ip) je med 4,2 in 5,8°

Elementi oskulacijske tirnice pa so:
- velika polos (a) je med 3,06 in 3,24 a.e.
- izsrednost (e) je med 0,088 in 0,191
- naklon tirnice (i) je med 3,24 in 6,8°

Analiza, ki jo je opravil Italijan Vincenzo Zappalà v letu 1995, je pokazala, da družina vsebuje 103 telesa v središčnem delu. Poznejše raziskave (leto 2005) so pokazale, da je v označenem pravokotniku na sliki zgoraj 1043 asteroidov. 
To je okoli 1 % vseh asteroidov v glavnem asteroidnem pasu.
Največji asteroid družine je 10 Higeja, ki ima premer 400 km, spada pa med asteroide tipa C in je četrti največji asteroid v asteroidnem pasu. 

Družina je verjetno nastala s trkom neznanega telesa v telo, ki danes predstavlja Higejo. Pri tem so nastali manjši člani družine. Pri tem pa je nenavadno to, da so nastala telesa velika čez 70 km, saj bi pri tako močnem trku starševsko telo moralo tudi razpasti na manjše dele. Morda so ta velika telesa «vsiljivci» (to so telesa, ki niso nastala na enak način kot ostali člani družine), čeprav imajo podoben spekter kot Higeja. V zunanjem delu asteroidnega pasu je veliko ogljikovih asteroidov.

Družina vsebuje tudi večje število redkih asteroidov tipa B (največji med njimi je 358 Friderika). 

Družina ima nekaj značilnosti, ki kažejo, da je to zelo stara družina.

## Vsiljivci
Družina vsebuje tudi večje število asteroidov, ki nimajo istega izvora. Nastali so v okviru druge družine in so pozneje prešli na območje nove družine. Njihov spekter pogosto kaže na starševsko telo. V družini Higeja so našli takšne asteroide, ki spadajo med asteroide tipa S in D. To so: 100 Hekata, 108 Hekuba, 1109 Tata, 1209 Puma in 1599 Giomus. Tudi nekateri asteroidi tipa C so verjetno vsiljivci, ker v tem področju prevleduje tip C. Takšna sta verjetno 333 Badenija in 538 Friderika. Asteroid 52 Evropa so včasih prištevali k družini Higeja. Pozneje so ugotovili, da ta asteroid nima povezave z ostalimi člani družine, saj  je njegova tirnica precej dalje od tirnice skupine Higeja.